# Кыча
Кыча, Кыча-Вож — река в России, протекает в Прилузском районе Республики Коми. Устье реки находится в 33 км по левому берегу реки Вонил. Длина реки составляет 24 км.
Исток реки в болотах на Северных Увалах в 27 км к юго-востоку от посёлка Коржинский. Река от истока течёт на юго-запад, затем поворачивает на северо-запад и север. Всё течение проходит по ненаселённому холмистому таёжному массиву. Впадает в Вонил юго-западнее холма Большой Совраж (175 м НУМ) близ границы с Кировской областью.

## Данные водного реестра
По данным государственного водного реестра России и геоинформационной системы водохозяйственного районирования территории РФ, подготовленной Федеральным агентством водных ресурсов:
- Бассейновый округ — Двинско-Печорский
- Речной бассейн — Северная Двина
- Речной подбассейн — Малая Северная Двина
- Водохозяйственный участок — Юг
- Код водного объекта — 03020100212103000012662